# Cachetazo al vicio
Cachetazo al vicio es el segundo álbum de Los Twist, editado en 1984 por DG Discos.
La banda continúa en la senda de la música divertida que había cosechado un éxito rotundo en La dicha en movimiento, aunque para esta álbum ya no contó con las voces de Fabiana Cantilo, quien se había alejado del grupo para iniciar su carrera solista.

## Detalles
El álbum fue grabado en los Estudios Mediterráneo de Ibiza, propiedad de Dave Holland, y editado por el sello del productor y empresario Daniel Grinbank: DG Discos.
El disco constó de 14 temas -7 por lado-, incluyendo algunas versiones adaptadas por el grupo, como "Buenas tardes mucho gusto", de Santos Lipesker, "Tomando limonada", de Larry Williams o "Cheek to Cheek", famoso tema de Irving Berlin, para el cual Pipo Cipolatti escribió una letra de corte humorístico.
Las temáticas del álbum, como era característico en la banda, están saturadas de referencias sarcásticas y hasta políticamente incorrectas, con alusiones a la Policía Federal Argentina ("Probé de todo"), la masturbación ("Mirando vidrieras, comparando precios"), el sexo oral ("Cheek to Cheek") o la homosexualidad ("Acuarela homosexual"), aunque siempre en clave de humor. Fue reeditado en CD por PolyGram-Interdisc en 1994.

## Lista de temas
Lado A
1. Rockabilly de los Narcisos (Cipolatti)
2. Ulises y las sirenas (Melingo & Tellas)
3. Carnaval en Múnich (Melingo)
4. Acuarela homosexual (Cipolatti & Melingo)
5. Tomá matate (Melingo)
6. Chameeko twist (Cipolatti & Melingo)
7. Caribe Sound (Melingo)

Lado B
1. Buenas tardes mucho gusto (Santos Lipesker)
2. Mirando vidrieras, comparando precios (Cipolatti & Melingo)
3. Las rocas van a bajar (Trago amargo) (Cipolatti)
4. Probé de todo (Cipolatti & Melingo)
5. Más allá de la bomba (Cipolatti, Vazquez & Melingo)
6. Tomando limonada (Larry Williams)
7. Cheek to Cheek (Berlin, adaptado por Cipolatti)

## Personal
- Pipo Cipolatti - voz, guitarra
- Daniel Melingo - voz, guitarra, producción
- Gonzo Palacios - vientos
- Eduardo Cano - bajo
- Rolo Rossini - batería

Con
- Celeste Carballo - voz en Ulises y las sirenas